# 游子遠
游 子遠（ゆう しえん、生没年不詳）は、中国の五胡十六国時代の前趙の武将・政治家である。大茘出身の胡族。

## 生涯
幼い頃から容貌に優れて聡明であり、学問を好んでたゆまず研鑽を積んだ。
15歳の時、洛陽へ遊学した。ある時、朝廷の第一人者である張華と会う機会を得ると、彼は游子遠を見るなり「この子は風雅にして高潔である。三公になれる才覚をもっているな」と褒め称えたという。
やがて成長すると前趙に仕官し、劉曜の代になると光禄大夫まで昇った。
320年6月、長水校尉の尹車・解虎が劉曜に謀反を企むと、密かに巴賨族の酋長句徐・厙彭らと結託して決起しようとしたが、計画は事前に露見してしまい、尹車らは劉曜により誅殺された。劉曜はさらに句徐らを始めとした巴賨族50人余りを阿房宮に監禁すると、彼らも同様に処刑しようとした。これを聞いた游子遠は劉曜の下へ進み出て「聖王たるもの、刑を処するのは元凶だけに留めるものです。多くを無闇に殺し、恨みを増やしてはなりません」と述べ、叩頭しながら諫めた。だが劉曜はこれに激怒し、游子遠を投獄してしまい、さらに句徐らも虐殺してその屍を十日の間市に晒してから川に投げ捨てた。
その後、巴賨族の酋長である句渠知は劉曜への復讐を掲げて挙兵し、国号を大秦と定めて前趙から自立した。さらに、周辺の巴賨族・氐族・羌族・羯族ら30万人以上もまたこれに呼応したので、関中は大混乱に陥り、昼間でも城門が閉ざされるようになった。これを受け、游子遠は獄中から上表を行って再び劉曜を諫めた。だが、劉曜はそれを破り棄てると「大茘（游子遠）の奴め。自らの立場も弁えずに偉そうに上書するとは、早く死にたいようだな」と怒り、周囲の者に游子遠を即刻処刑するよう命じた。しかし、中山王劉雅・郭汜・朱紀・呼延晏らは決死の覚悟でそれを諫めて「游子遠は幽閉されたのにもかかわらず、諫言を行いました。これは社稷の臣と呼ばれる立派な行いで、自分の命よりも国を思ってることの現れです。もし陛下が游子遠を用いなかったとしても、殺してよい理由にはなりません。もし朝に游子遠を誅するならば、我らは夜には命を絶ち、それをもって陛下の誤りを明らかにしましょう。天下の人はみな陛下の下から去り、西海で死ぬことでしょう。もしそうなれば、陛下は誰と行動を共にするつもりですか！」と訴えると、劉曜の怒りもようやく収まり、遂に游子遠は釈放された。
その後、劉曜は内外に戒厳令を敷くと、自ら親征して句渠知を討伐しようとした。しかし、游子遠は進み出ると「陛下が臣の策を用いてくだされば、親征などしなくとも一月で平定できるでしょう」と述べた。劉曜がその計略を尋ねると、游子遠は「敵には大志がなく、帝に昇るという野心もありません。単に陛下を恐れ、死から逃れようとしているだけです。もし陛下が大赦を下し、解虎・尹車らの事件に連座して投獄された老人・虚弱者・婦人・子供を全て釈放してやるならば、反乱者共は揃って帰順するでしょう。それでも、自らの罪の重さから降伏を躊躇う者がいるでしょうから、その時は臣に弱兵五千をお貸し下されば、陛下のために平定してみせます。今、敵軍は跋扈しており、天威のみに頼って親征を行っても、平定することは容易ではないでしょう」と進言した。劉曜はこの発言を大いに称賛し、彼の策に従って領内に大赦を下した。また、游子遠を車騎大将軍・開府儀同三司・都督雍秦征討諸軍事に任じ、反乱の平定を一任した。
游子遠が軍を率いて雍城に入ると、すぐさま10万を超える人が游子遠の下に帰順し、さらに安定に軍を進めると、氐族・羌族もまたこぞって降伏してきた。ただ、句渠知とその宗党五千家余りは陰密に拠って游子遠に対抗したので、游子遠は自ら陰密へ進出すると、瞬く間に句渠知の勢力を攻め滅ぼし、陰密を平定した。その後、游子遠は軍を転進させて、隴西へ進行した。
この時、上郡に割拠する西戎の酋長虚除権渠は氐族・羌族10万家余りを纏め上げ、険阻な地に拠って秦王を名乗っていた。游子遠が虚除権渠の守る砦に逼迫すると、虚除権渠は迎撃に出たが、游子遠は彼らと5度戦っていずれも勝利を収めた。虚除権渠はこれを大いに恐れて游子遠に投降しようとしたが、子の虚除伊余は諸将へ「かつて劉曜が親征してきた時も、我らは何ら問題にする事はなかった。それなのに游子遠如きにどうして降伏などする必要があろうか」と述べ、精鋭5万を率いて出撃した。早朝には虚除伊余の軍勢が游子遠の砦門に到達すると、游子遠の諸将は迎撃を主張したが、游子遠は「虚除伊余は無敵の勇猛さを誇り、率いる兵も精鋭揃いである。しかも、父が敗れたのだから怒りに燃えている。今は直接彼らと当たるのは避けるべきだ」と反論し、守りを固めて鋭気を削いだ。
敵軍の弱気な姿勢を見た虚除伊余は次第に驕りが見えるようになった。游子遠は虚除伊余が警戒を怠っていると知ると、夜中に将士に食事をとらせて反撃の準備をさせた。その時、大きな風霧が巻き起こって辺りの視界が悪化した。これを見た游子遠は「天が我に味方したか」と喜び、自ら先頭に立って全軍を率いて敵陣に奇襲を掛けた。備えをしていなかった虚除伊余の兵は大いに乱れ、夜明けには大勢が決した。游子遠は虚除伊余を生け捕りにすることに成功し、その将兵をことごとく捕虜とした。これを知った虚除権渠は、恐れて髪を振り乱し顔に傷をつけて游子遠に投降した。西戎の中では虚除権渠の部族が最も強勢であり、みな虚除権渠の後ろ盾を得て前趙へ反抗していた。その為、虚除権渠が降伏すると、全ての西戎が前趙に服属した。こうして大乱は平定された。
游子遠は劉曜へ戦勝報告を行うと、虚除権渠の罪を赦して征西将軍・西戎公とするよう上表した。また、虚除伊余とその兄弟や部落20万人余りを長安に移すよう上表すると、劉曜はいずれも認めた。游子遠はこれらの功績により大司徒・録尚書事に昇進した。
322年12月、劉曜が父母の為に巨大な陵墓を築こうとしたため、百日間で6万の人民が動員された。これにより昼夜休まず工事が続けられ、民衆は労役に苦しんだ。游子遠は強くこれを諫めたが、聞き入れられなかった。
これ以降、彼に関する事跡は途絶えている。